# Stamáta Revíthi
Stamáta Revíthi (en grec moderne : Σταμάτα Ρεβίθη), ou Stamáta Revýthi (Σταμάτα Ρεβύθη), est une coureuse de fond grecque née en 1866 et morte à une date inconnue. Elle est connue pour avoir couru un marathon pendant les Jeux olympiques de 1896 à Athènes, sans pouvoir participer à l'épreuve officielle, réservée aux hommes.
Bien que les femmes fussent interdites de toutes les compétitions des jeux, Revíthi annonça qu'elle était capable de courir sur les 40 kilomètres du parcours. Elle courut seule le lendemain de la course officielle des hommes mais fut obligée de s'arrêter peu avant la fin de la course après cinq heures trente d'efforts n'étant pas autorisée à pénétrer sur le stade panathénaïque. Par la suite, il semblerait que Revithi engagea une procédure avec l'aide de témoins afin de faire reconnaître sa participation par le Comité olympique hellénique. Cependant, ni les témoignages fournis par la sportive ni d'éventuels documents du Comité olympique hellénique n'ont été retrouvés pour confirmer sa participation.
Selon des sources contemporaines, une deuxième femme, nommée Melpomène, aurait également participé au marathon. Un débat parmi des historiens Olympiques existe quant à savoir si Revíthi et Melpomène sont la même personne.

## Biographie

### Avant les Jeux olympiques de 1896

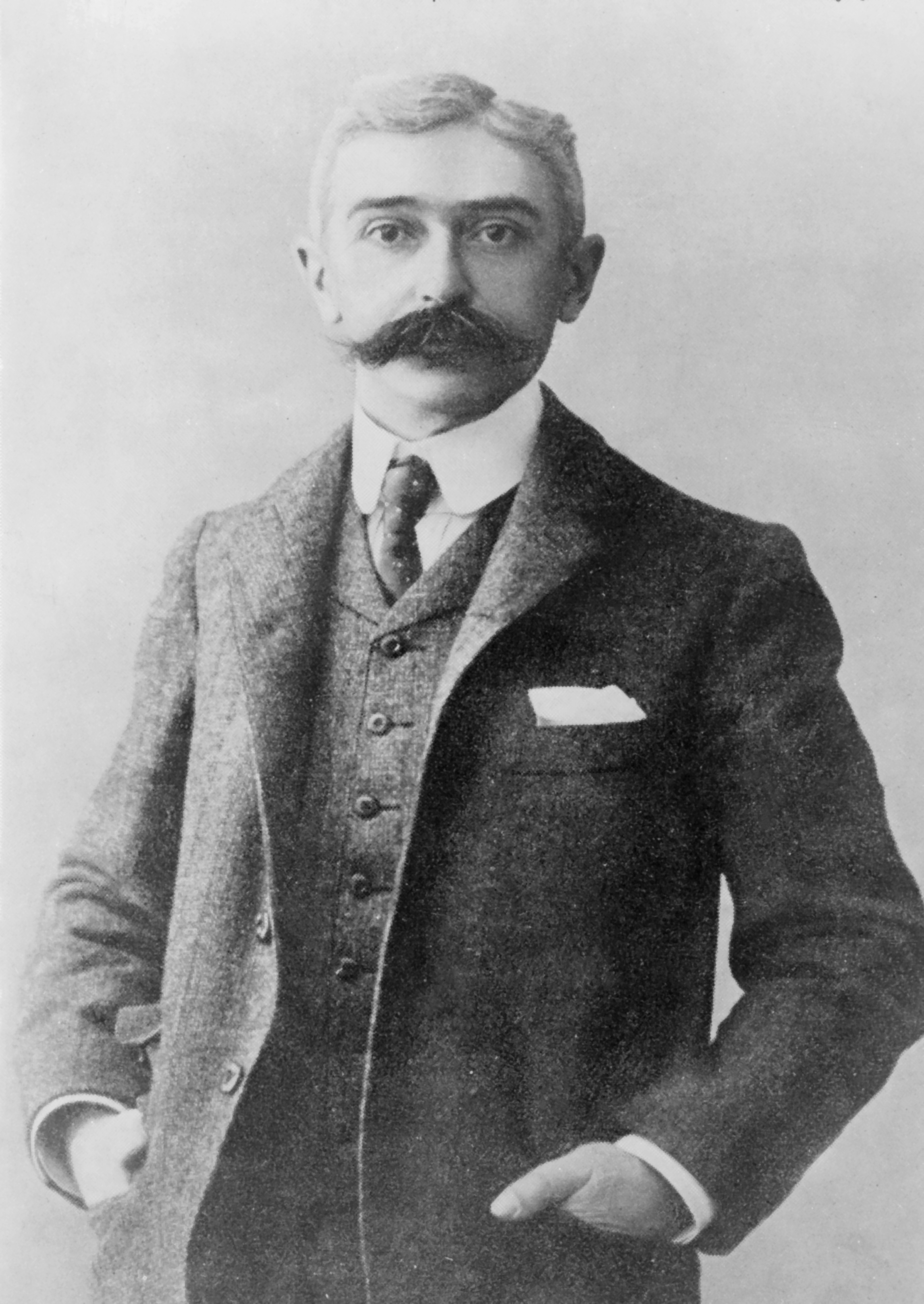
Coubertin annonça lors des Jeux de 1912 : « Une olympiade femelle serait impratique, inintéressante, inesthétique et incorrecte. Le véritable héros olympique est à mes yeux, l'adulte mâle individuel. Les Jeux Olympiques doivent être réservés aux hommes, le rôle des femmes devrait être avant tout de couronner les vainqueurs. »

Stamáta Revíthi est née sur l'île de Syros en 1866. Elle est tout à fait inconnue en 1896, mais on sait qu'elle vivait dans la pauvreté au Pirée cette année-là. Elle a donné naissance à deux enfants dont un fils qui est mort en 1895 à l'âge de sept ans et un autre de sexe inconnu âgé de dix-sept mois au moment des Jeux. Les sources contemporaines ne mentionnent pas son mari, il est donc probable que Revíthi soit veuve. Selon l'historien olympique Athanasios Tarasouleas, elle était blonde et mince aux grands yeux, et paraissait plus vieille que son âge.
Revíthi pensait qu'elle pourrait trouver un emploi à Athènes, elle a donc parcouru à pied une distance de neuf kilomètres qui sépare son domicile de la capitale. Son voyage a eu lieu plusieurs jours avant le marathon olympique, une course de 40 kilomètres basé sur une idée de Michel Bréal d'une course de la ville de Marathon à la Pnyx. Bréal s'est inspiré de Phidippidès, qui, selon la légende, a parcouru la distance du Marathon à Athènes pour annoncer la victoire grecque sur la Perse à la Bataille de Marathon.
Sur la route d'Athènes, Revíthi a rencontré un coureur masculin. Celui-ci lui a donné de l'argent et lui a conseillé de participer au marathon pour devenir célèbre et, par conséquent, gagner de l'argent ou trouver facilement un travail. Après cette discussion Revíthi a décidé de participer à la course : enfant, elle aimait la course de fond, et elle pensait qu'elle pourrait battre les concurrents masculins.
Les Jeux olympiques de 1896 étaient les premiers de l'ère moderne et l'événement multi-sportif international le plus important que la Grèce ait jamais accueilli. Les règles des Jeux excluaient les femmes de la compétition. En effet, sous l'influence des Jeux olympiques antiques, où seuls les hommes étaient autorisés à participer, le baron Pierre de Coubertin, l'homme à l'origine de ces Jeux olympiques modernes, n'était pas en faveur de la participation des femmes lors des Jeux olympiques et du sport en général. Il pensait que le rôle principal d'une femme en termes de sport était d'encourager ses fils à se distinguer en sport et d'applaudir les efforts des hommes.

### Le marathon de 1896

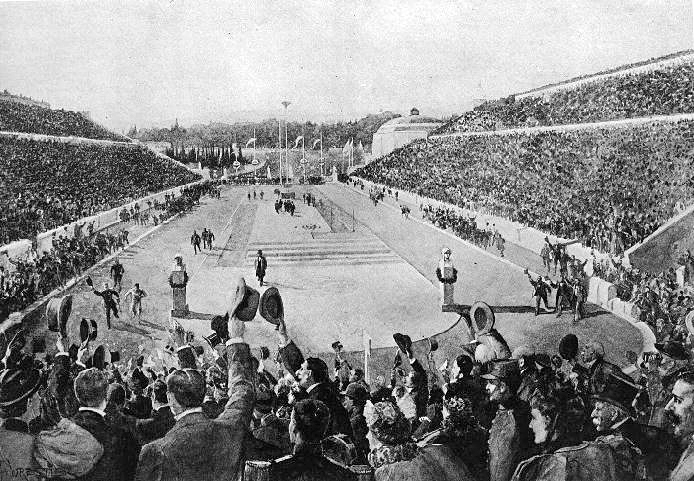
Le vainqueur grec Spyrídon Loúis entrant dans le stade panathénïque à la fin du marathon.

Revíthi est arrivée au petit village de Marathon, le lieu de départ de la course, le jeudi 9 avril alors que tous les athlètes étaient déjà réunis pour la course du lendemain. Elle a attiré l'attention des journalistes et a été chaleureusement saluée par le maire de Marathon, qui l'a abritée dans sa maison. Elle a répondu aux questions des journalistes et était relativement détendue. Un coureur grec de Chalandri l'a également taquinée, annonçant que quand elle entrerait au Stade, il n'y aurait plus aucun spectateur dans les gradins. Elle lui réplique qu’il ne devrait pas insulter les femmes grecques, rappelant que les Américains ont largement battu les Grecs aux épreuves précédentes.
Le vendredi matin, avant le début de la course, le vieux prêtre de Marathon, Ioannis Veliotis, est chargé de dire une prière pour les athlètes dans l'église de Saint John. Il refuse de bénir Revíthi car elle n'est pas un athlète officiellement reconnu. Le comité chargé de l'organisation a en fin de compte refusé son entrée dans la course. Officiellement, elle est rejetée parce que le délai pour la participation avait expiré; cependant, pour les historiens Olympiques David Martin et Roger Gynn, le vrai problème était son sexe. Selon Tarasouleas, les organisateurs ont promis qu'elle pourrait courir contre une équipe de femmes américaines dans une autre course à  Athènes, mais elle n'eut jamais lieu.
Le lendemain, Revíthi décide de courir le marathon toute seule. À 8 heures, avant le départ, elle signe une déclaration avec le maire, le magistrat et le seul professeur de la ville témoignant de l'heure de son départ. Elle exécute la course à une allure stable et approche de l'arrivée à 13h30, cependant elle n'est pas autorisée à pénétrer dans l'enceinte du stade panathénaïque. Sa course est arrêtée par des officiers militaires grecs à qui elle a demandé de signer son rapport écrit à la main pour certifier son temps d'arrivée à Athènes. Elle a déclaré aux journalistes qu'elle a voulu rencontrer le secrétaire général du comité Olympique hellénique, Timoleon Philimon pour présenter son parcours et le faire homologuer. Ni les témoignages fournis par la sportive ni d'éventuels documents du Comité olympique hellénique n'ont été retrouvés pour confirmer cette reconnaissance.

### Retour à l'anonymat
Il n'y a aucun compte rendu de la vie de Revíthi après le marathon. Bien que quelques journaux aient imprimé des articles de son histoire, aucun ne s'est intéressé à sa vie après la course. On ne sait pas si elle a rencontré Philimon ou si elle a trouvé un travail. Violet Piercy est la première femme à terminer officiellement un marathon, en 3 h 40 le 3 octobre 1926. L’épreuve du marathon est ouverte aux femmes aux Jeux olympiques d'été de 1984, voyant la victoire de Joan Benoit.

## Melpomène
En mars 1896, Le Messager d’Athènes rapporte qu’une femme aurait couru le marathon olympique en quatre heures et demi. Plus tard la même année, Franz Kémény, membre hongrois du Comité international olympique, écrit qu’une certaine Melpomène aurait complété le marathon en quatre heures et demi et demandé à participer aux Jeux olympiques avant d’essuyer un refus de la commission,. Seul ce nom de Melpomène est noté : la femme n’a jamais de nom de famille.
L’historien Karl Lennartz en déduit que deux femmes ont participé au marathon olympique de 1896. Le nom de Melpomène est confirmé par Kémény et par Alfréd Hajós. Melpomène aurait couru le marathon en quatre heures et demi en février ou mars ; elle aurait reçu l’interdiction de participer à l’épreuve, et Revithi aurait concouru le 11 avril comme les hommes. Cependant, Tarasouleas souligne qu’aucun média grec de l’époque ne parle de Melpomène, tandis que le nom de Revithi est évoqué de nombreuses fois. Il suggère qu’il s’agirait de la même personne,.